# Giacomo Amato
Giacomo Amato (* 14. Mai 1643 in Palermo; † 26. Dezember 1732 ebenda) war ein Architekt des Spätbarock in Rom und auf Sizilien.

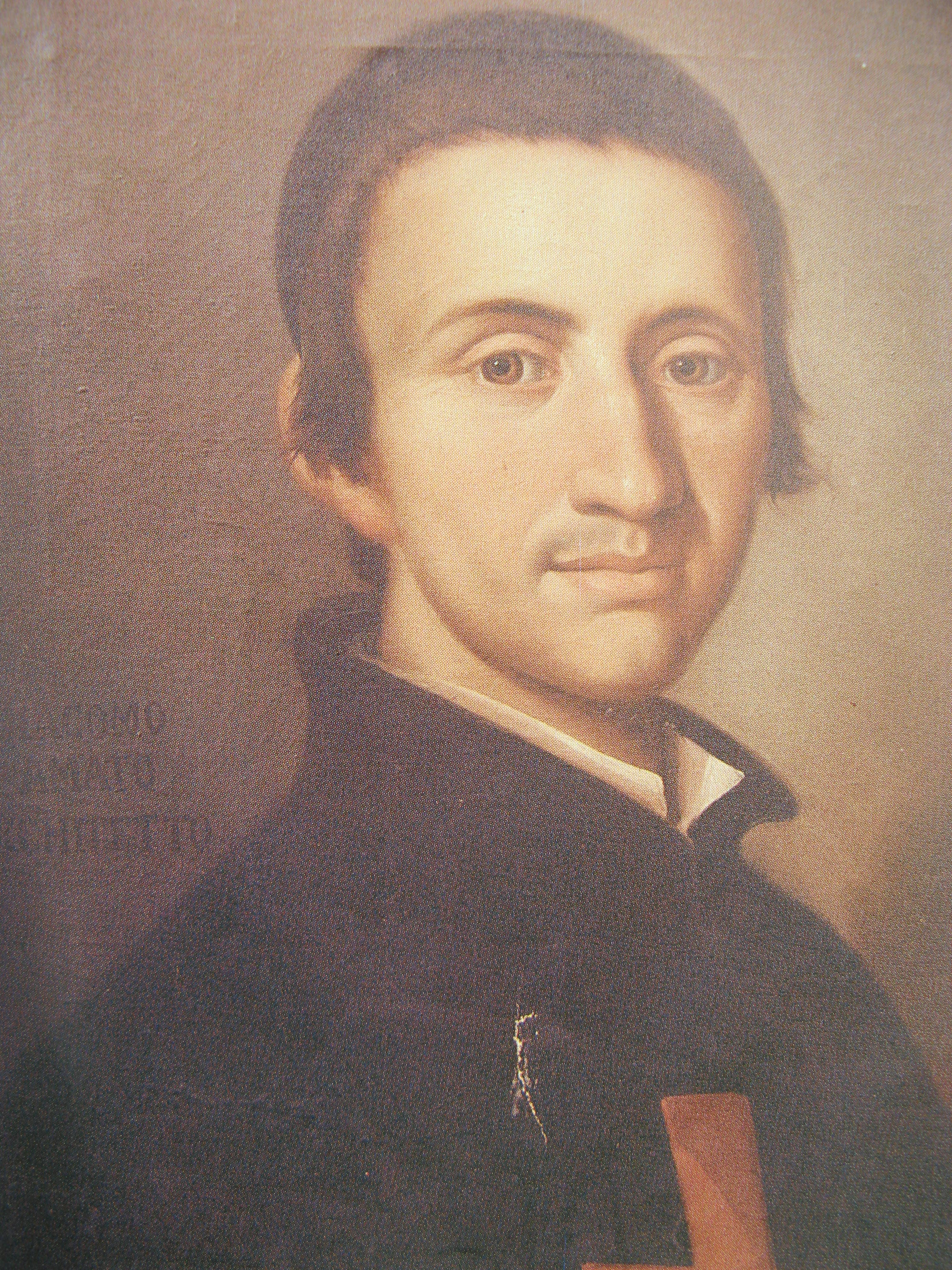
Giacomo Amato

## Leben
Amato trat in jungen Jahren dem Orden der Kamillianer bei, der sich insbesondere der Krankenpflege widmet. 1671 ging er nach Rom, um bei Carlo Rainaldi Architektur zu studieren. In Rom war er als Architekt an der Vollendung der von Carlo Fontana begonnenen Santa Maria Maddalena, der Mutterkirche der Kamillianer,  beteiligt.  Innerhalb des Ordens übte er für sechs Jahre das Amt des consultore generale aus. Nach Auffassung des sizilianischen Provinzials A. Bertolini starb Amato im Geruch der Heiligkeit, ein offizielles Verfahren wurde aber nie eröffnet.
1684 kehrte Amato nach Palermo zurück, wo er bei seinen Bauten als erster Architekt konsequent den römischen Architekturstil Rainaldis und Fontanas umsetzte.

## Werke (alle Palermo)
- Santa Maria della Pietà (1678–1684)
- Santa Teresa alla Kalsa (1686–1706)
- Fertigstellung der Kirche des Convento di S. Mattia o dei Padri Crocigeri (1699)
- Palazzo Spaccaforno-Valdina
- Palazzo Tarallo-Cottone d’Altamira
- Gemeinsam mit Giacomo Serpotta plante er die Oratorien San Lorenzo und Rosario di San Domenico.